# Ulrich Ludwig Hans von Brockdorff

Stammwappen derer von Brockdorff

Ulrich Ludwig Hans Baron von Brockdorff (* 10. Oktober 1806 in Oldenburg (Oldb); † 8. Oktober 1875 in Annettenhöh (Schleswig)) war ein schleswig-holsteinischer Diplomat in dänischen Diensten.

## Leben
Ulrich Ludwig Hans von Brockdorff entstammte der älteren gräflichen Kletkamper Linie des holsteinischen Uradelsgeschlechts (Equites Originarii) von Brockdorff. Er war der einzige Sohn des oldenburgischen Kammerherrn und späteren schleswig-holsteinischen Landrats Friedrich Christian Ulrich Hans Baron von Brockdorff (1779–1845) und dessen Ehefrau Anna Mathilde, geb. von Lowzow (1777–1854).
Er besuchte das Johanneum Lüneburg und studierte ab 1827 Rechtswissenschaften an den Universitäten Kiel und Berlin.

### Diplomat

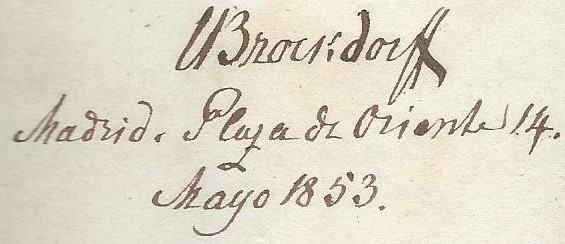
Besitzeintrag von Ulrich von Brockdorff in einem 1853 in Madrid erworbenen Buch

1833 trat er in den diplomatischen Dienst des Königreichs Dänemark. Seine erste Verwendung war als Attaché an der Gesandtschaft in London. Zwei Jahre später wurde er in gleicher Funktion nach Paris versetzt, wo er 1836 zum Gesandtschaftssekretär ernannt wurde. 1841 ging er wieder nach London, bis er 1845 als Geschäftsträger an den französischen Hof zurückkehrte. Von Herbst 1847 bis Herbst 1848 bekleidete er die entsprechende Stelle bei der Regierung der Niederlande in Den Haag. Danach wurde er in außerordentlicher Mission nach Madrid gesandt.
Als der dänische Gesandte in Berlin, Kammerherr Rudolph Bielke, erkrankte, wurde Brockdorff im Mai 1854 außerordentlicher Gesandter am preußischen Hof in Berlin. Nach Bielkes Tod wurde er im August 1855 regulär zum dänischen Gesandten in Preußen ernannt. Er bekleidete dieses Amt fünf Jahre lang in einer Zeit steigender Spannungen. Als Diplomat sympathisierte er mit der Politik der Regierung Ørsted unter Anders Sandøe Ørsted. Die Konfrontationspolitik von Carl Christian Hall und dessen Regierungen (Regierung Hall I und Regierung Hall II lehnte er ab). Er war zunehmend nicht in der Lage, seiner Position entsprechend die Politik seiner Regierung in der Schleswig-Holstein-Frage mit dem nötigen Nachdruck zu verteidigen. Schließlich entfernte ihn die dänische Regierung im August 1860 von seinem Posten in Berlin und ernannte ihn zum Gesandten an den Höfen von Madrid und Lissabon. Sein Nachfolger in Berlin wurde George Quaade.

### Abgeordneter
1854 wurde Brockdorff von der Ritterschaft des Herzogtums Schleswig zum Mitglied der Schleswigschen Ständeversammlung gewählt. Der dänische König ernannte ihn darüber hinaus zum Mitglied für Schleswig des durch die Gesamtstaatsverfassung errichteten Dänischen Reichsrats. 1856 gab Brockdorff sein Mandat in der Ständeversammlung auf, 1859 auch das im Reichsrat.

### Probst

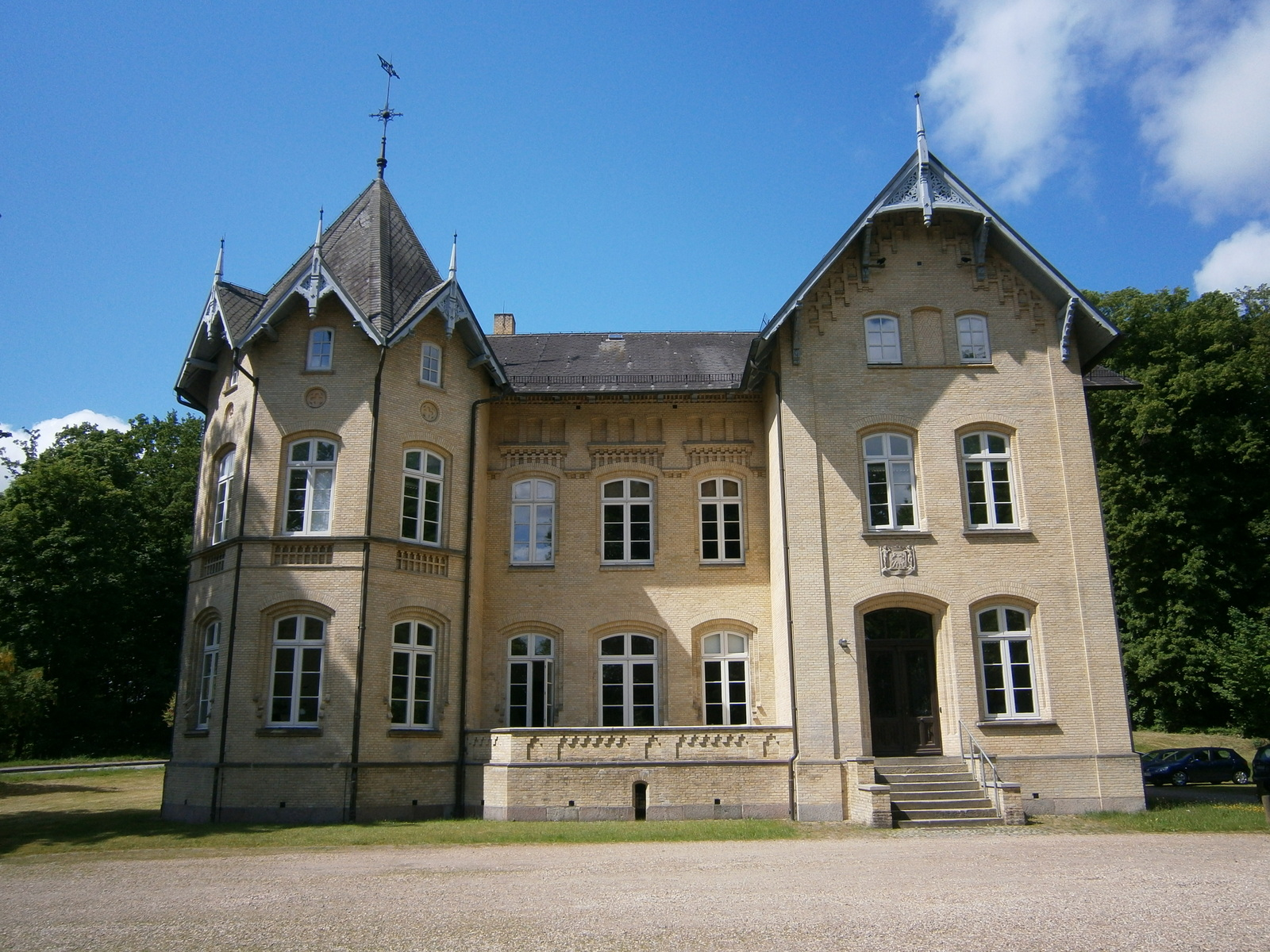
Annettenhöh

Im Mai 1863 nahm Brockdorff seinen Abschied aus dem diplomatischen Dienst und wurde Probst (Rechtsvertreter) des Damenstifts St.-Johannis-Kloster vor Schleswig. 1864 errichtete er für sich und seine Familie das Herrenhaus Annettenhöh bei Schleswig, heute genutzt durch das Archäologische Landesamt Schleswig-Holstein.

## Familie

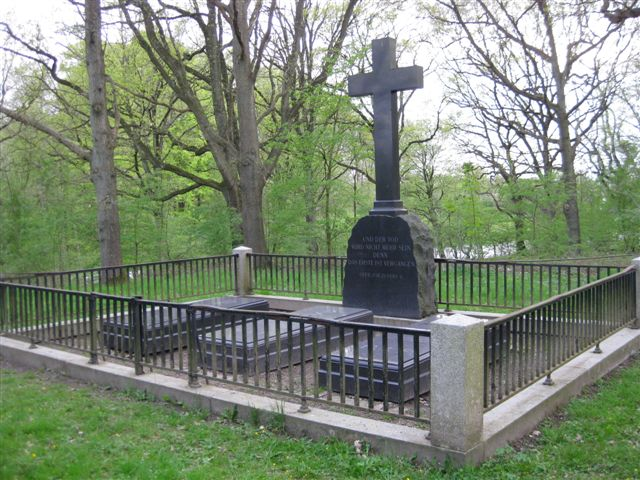
Familiengrabstätte

Seit 1854 war er verheiratet mit Cäcilie Cornelia Louise Carolina, geb. Kabrun/Cabrun (1837–1912). Sie machte sich als Malerin und Herausgeberin einen Namen. 1859 wurde ihr gemeinsamer Sohn Ulrich Bertram geboren, dieser verstarb bereits jedoch 1866. Am 6. Januar 1873 adoptierten sie den vierjährigen Ulrich von Rantzau, der unter dem Namen Ulrich von Brockdorff-Rantzau bekannt und in den Jahren 1918/1919 deutscher Außenminister wurde.
Ulrich Ludwig Hans von Brockdorff wurde in der Familiengrabstätte im Park von Annettenhöhe beigesetzt.

## Auszeichnungen
- Titel Kammerherr (1845)
- Dannebrogorden, Kommandeurkreuz (1858)[7]
  - Dannebrogsmann (1847)
- Roter Adlerorden, I. Klasse
- Orden der Heiligen Mauritius und Lazarus, Großkreuz
- Orden Karls III., Großkreuzritter
- Ehrenlegion, Kommandeur